# Edmond Dumont
Pour les articles homonymes, voir Dumont et Chassart (homonymie).
Pour les autres membres de la famille, voir Famille Dumont de Chassart.
Edmond Dumont, né à Chassart (Belgique) le 24 octobre 1828 et décédé à Villers-Perwin le 20 novembre 1892 était un prêtre belge du diocèse de Tournai, d’abord missionnaire aux États-Unis puis évêque de Tournai de 1873 à 1879, lorsqu'il fut contraint à démissionner.

## Biographie

### Jeunesse et formation
Fils d’Auguste Dumont, industriel (Établissements de Chassart), et d’Eugénie de Fernelmont, Edmond Hyacinthe Théodore Joseph Dumont est né à Chassart, un hameau de la commune de Saint-Amand (Fleurus), le 24 octobre 1828. Il fait ses études secondaires (‘Humanités’) au collège archiépiscopal du Bruel, à Malines, d’où il passe immédiatement au petit séminaire, pour les études de philosophie préparatoires au sacerdoce, toujours à Malines. Brillant élève, Il est envoyé parfaire sa formation théologique à Rome en 1852 où il réside au collège belge. Il est ordonné prêtre en 1853, dans la basilique Saint-Jean-de-Latran. 
Revenu en Belgique l’année suivante il se porte volontaire pour les missions d’Amérique du Nord qui attiraient, au milieu du XIXe siècle beaucoup de jeunes prêtres de Belgique, enthousiasmés par l’exemple du jésuite Pierre-Jean De Smet. 
En 1856 Edmond Dumont est missionnaire au Michigan (diocèse de Detroit), aux États-Unis. Mais il rentre en Belgique six ans plus tard (1862) pour raisons de santé. On lui confie alors la responsabilité de former les séminaristes destinés aux missions d’Amérique du Nord, au collège américain de Louvain. Il y enseigne la  théologie et en devient le président.  Il avait également été vice-président du Séminaire américain de Louvain.

### Évêque de Tournai
Recommandé par le nonce apostolique à Bruxelles (en) et soutenu par Mgr Théodore de Montpellier, évêque de Liège, Edmond Dumont est nommé évêque de Tournai par le pape Pie IX le 23 décembre 1872. Il succède à Mgr Labis. Sa consécration épiscopale a lieu dans la cathédrale Notre-Dame de Tournai le 2 février 1873, fête de la purification de la Vierge-Marie. Il choisit la devise "Ave maris stella".

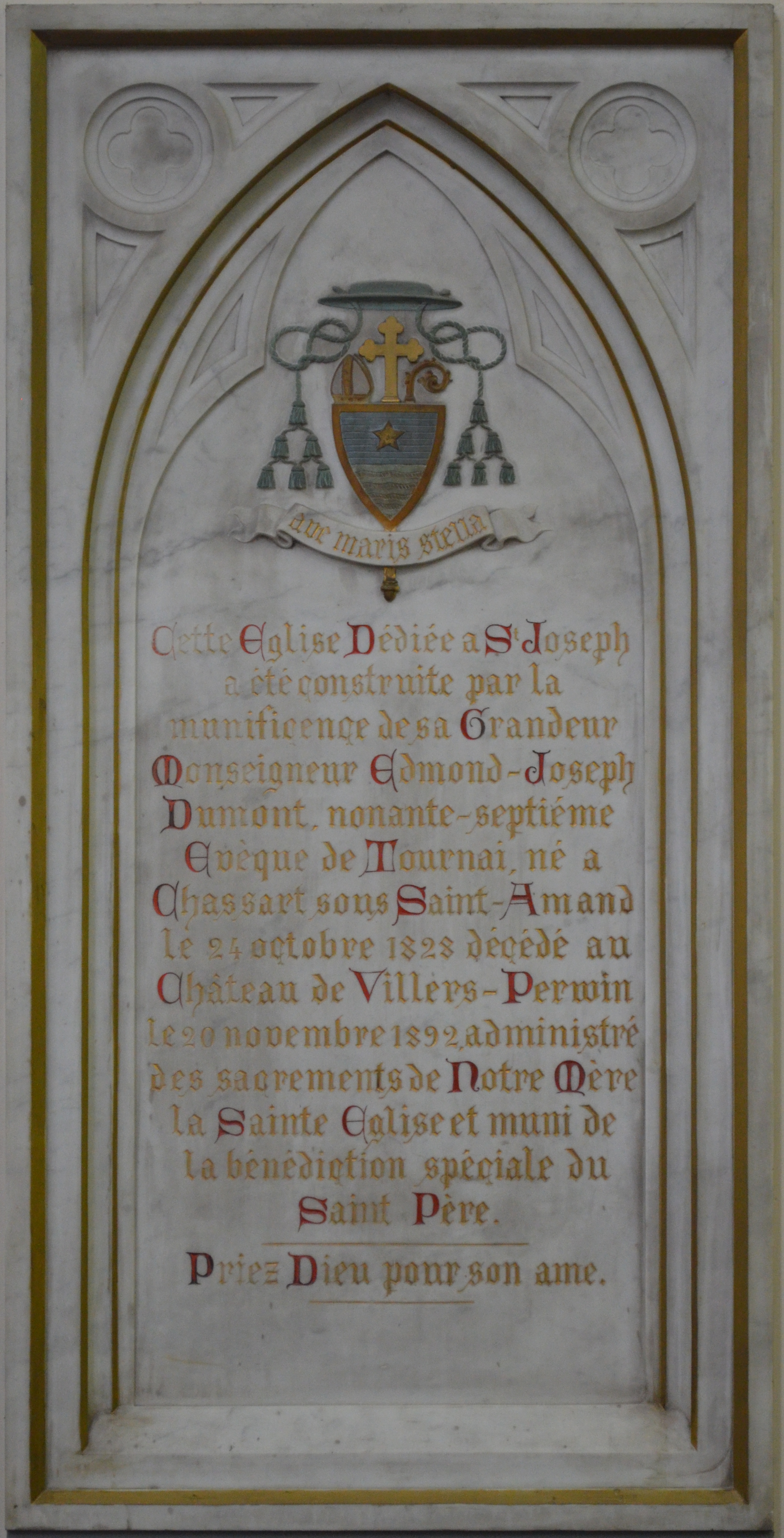
Plaque commémorative et de reconnaissance se trouvant dans l'église Saint-Joseph à Charleroi.

Son épiscopat est marqué par l’encouragement et la création de nombreuses églises (dont Charleroi et Lombise) et écoles catholiques dans son diocèse : collèges épiscopaux (Ath, Soignies, La Louvière, Chimay) et autres (le Collège du Sacré-Cœur de Charleroi). L’éducation catholique est prioritaire dans son engagement. Aussi est-il vif et dur dans son opposition au libéralisme politique ambiant, souvent anticlérical, en Belgique. Lors de la crise scolaire ouverte par le ministère Frère-Orban qui veut laïciser les écoles catholiques, Dumont s’en prend au parti catholique qui, selon lui, ne défend pas assez les intérêts des catholiques. Lors d’un discours à Charleroi (février 1879) il est particulièrement acerbe et s’en prend aux ‘catholiques-libéraux’, comme à ses confrères dans l’épiscopat, et même au roi Léopold II!  Cela fait scandale. Il est également en désaccord avec son entourage et son clergé.
Un mois plus tard il est à Rome, probablement convoqué par le pape. Il est bien reçu par Léon XIII et fait bonne impression. Sa défense des intérêts catholiques est bien vue. Dumont reste quelque temps à Rome. Le 17 mai 1879 il rentre dans sa ville de Tournai.

### Crise dans le diocèse
Mais la manière souvent rigide d’exercer l’autorité exacerbe les dissensions et opposition dans son clergé et parmi ses proches collaborateurs. La crise est à nouveau ouverte en juin 1879. Il parle de démission, s’il est autorisé à nommer son successeur. Le nonce refuse. Le Saint-Siège doit de nouveau intervenir. Un administrateur apostolique est nommé pour le diocèse de Tournai, c’est Isidore-Joseph Du Rousseaux, qui sera ensuite nommé évêque de Tournai. Edmond Dumont en reçoit notification le 29 novembre 1879. Il est démis de ses fonctions. Décision à laquelle il se soumet sans l’accepter. Il se retire chez sa sœur, Caroline, au château de Villers-Perwin.

### Conflit avec son successeur
De Villers-Perwin Dumont continue à protester et d’en appeler à Dieu. Il fulmine contre son successeur, se répandant dans la presse (mai 1880) en articles l’accusant de vouloir garder au palais épiscopal de Tournai des biens qui lui appartiennent. Il mentionne ses adversaires. Le conflit va en justice et fait grand bruit. La stigmatisée Louise Lateau est indirectement liée à l’affaire, car proche de l’ancien évêque. Par un bref (12 octobre 1880) le pape Léon XIII retire à Edmond Dumont son titre d’évêque. En fait, certains estiment que le prélat n’a plus tous ses esprits. Toutefois, une tentative de le faire interner échoue. 
Dans ses contacts avec les villageois de Villers Perwin Edmond Dumont laisse une bonne impression. Ayant récupéré ses biens et étant réconcilié avec son successeur à Tournai il fait également acte de soumission au Saint-Siège de 6 janvier 1885, grâce à l’intervention de Louise Lateau, la stigmatisée de Bois-d'Haine. 
Réhabilité mais en mauvaise santé depuis 1890, Edmond Dumont meurt le 20 novembre 1892 frappé d'un coup d'apoplexie au château de famille de Villers-Perwin. Il y est enterré dans le caveau de la famille Dumont de Chassart à laquelle il appartenait.
Il avait choisi pour devise Ave Maris Stella.  On retrouve sa signature dans le livre Visites au Saint-Sacrement et à la Sainte Vierge de 1878 et ses armes dans le Paroissien romain paru en 1879 à la page 4.